# John Becker (komponist)
 For alternative betydninger, se John Becker. (Se også artikler, som begynder med John Becker)
John Joseph Becker (22. januar 1886 i Henderson, Kentucky 21. januar 1961 i Wilmette, Illinois) var en amerikansk komponist.
Becker hører til i komponistgruppen af ultra moderne musik i USA , ved siden af Charles Ives, Henry Cowell, Wallingford Riegger og Carl Ruggles.
Han har komponeret 7 symfonier, koncerter, og orkestermusik.

## Udvalgte værker
- Symfoni nr. 1 (1912) - for orkester
- Symfoni nr. 2 "Tragisk fantasi" (1920, Rev. 1937) - for orkester
- Symfoni nr. 3 "Symfonisk genvej" (1929) - for orkester
- Symfoni nr. 4 (193?) - for orkester
- Symfoni nr. 5 "Hyldest til Mozart" (1942) - for orkester
- Symfoni nr. 6 "Uden bondage" (1941-1942) - for højttaler, kor og orkester.
- Symfoni nr. 7 (1953) - for kor og orkester
- Lydstykker" (1935-1959) - for orkester
- KLaverkoncert ""Arabesque" (1930) - for klaver og orkester
- "Koreografisk stykke" "Abongo" (1933) - for slagtøj  The Abongo
- "Symfonisk messe" (1933) - herrekor